# Qabus ibn Said
Qabus ibn Said (flera stavningar förekommer, arabiska: قابوس بن سعيد آل سعيد, Qābūs bin Saʿīd ʾĀl Saʿīd), född 18 november 1940 i Salala, död 10 januari 2020 i Muskat, var Omans sultan från 23 juli 1970 fram till sin död. Med nästan 50 år vid makten var han den ledare i Arabvärlden som styrt längst vid tiden för sin död.

## Biografi
Qabus ibn Said fick västerländsk utbildning i England, bland annat på Royal Military Academy. Han kallades tillbaka till Oman 1965 (alternativt 1964) av sin far Said ibn Taimur, den dåvarande sultanen av Oman, som därefter höll honom i förvar. 
Qabus ibn Said övertog styrelsen av landet genom en oblodig palatskupp, sannolikt med hjälp av Storbritannien. Fadern skickades i exil. 
Från 1972 blev sultanen även premiärminister, fram till dess hade han delat makten med sin farbror Tariq ibn Taimur.  Med hjälp av oljepengar startade han ett omfattande moderniseringsprogram för det mycket primitiva och isolerade landet. Vägar, sjukhus, skolor och hamnar byggdes och ett antal morallagar avskaffades. Han öppnade Oman för internationellt samarbete och förbättrade relationerna med andra arabstater, Frankrike och Israel. Sultanen höll kvar den politiska makten helt inom den kungliga familjen. Det omanska parlamentet har en enbart rådgivande funktion.
En väpnad gerilla i den södra delen av provinsen Dhofar slogs tillbaka 1975. År 1996 införde sultanen den första omanska skrivna konstitutionen. År 2002 utvidgade han rösträtten till att omfatta alla medborgare över 21.
Under den arabiska våren 2011 utbröt oroligheter också i Oman. Man krävde arbete och politiska reformer. Sultan Qabus gick demonstranterna till mötes med löften inför valet av representanter till det konsultativa rådet i oktober 2011.

## Privatliv
Den 22 mars 1976 gifte sig Qabus ibn Said med sin kusin, Sayyida Kamila. År 1979 slutade äktenskapet i skilsmässa. Han hade inga barn och utsåg sin kusin Haitham ibn Tariq som sin efterträdare.

## Galleri

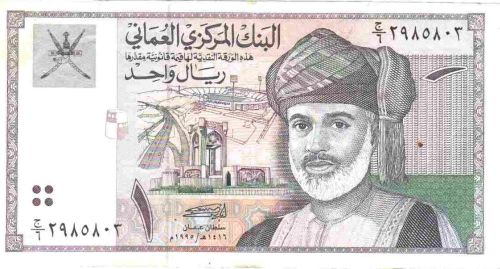
Sultanen på omanska sedlar